# Gines (ort)
Gines är en ort i Spanien.   Den ligger i provinsen Provincia de Sevilla och regionen Andalusien, i den sydvästra delen av landet, 400 km sydväst om huvudstaden Madrid. Gines ligger 119 meter över havet och antalet invånare är 12 934.
Terrängen runt Gines är huvudsakligen lite kuperad. Gines ligger uppe på en höjd. Runt Gines är det mycket tätbefolkat, med 1 956 invånare per kvadratkilometer. Närmaste större samhälle är Sevilla, 9,2 km öster om Gines. Trakten runt Gines består till största delen av jordbruksmark.